# Monte Compatri-Pantano
Monte Compatri-Pantano è una stazione della linea C della metropolitana di Roma.

## Storia
La stazione, che ha sostituito l'originario impianto posto sul vecchio tracciato a binario unico della ferrovia Roma-Fiuggi-Alatri-Frosinone, è stata chiusa dal 7 luglio 2008 al 9 novembre 2014 per consentire i lavori di trasformazione necessari all'inclusione del tratto terminale della Roma-Pantano nella linea C della metropolitana.

## Struttura e impianti
A differenza di tutte le altre stazioni della linea C, essa si trova nel territorio del comune di Monte Compatri anziché in quello del comune di Roma. Dal 1996 fino al 2008, anno della sua temporanea chiusura per i lavori di trasformazione, è stata il capolinea della ferrovia Roma-Pantano (ora Roma-Centocelle), sotto il nome di Pantano. È, inoltre, l'unica stazione sopraelevata della linea C.

## Servizi
La stazione è dotata di un parcheggio di scambio e dispone inoltre di:
- Biglietteria automatica
- Servizi igienici

## Interscambi
- Fermata autobus ATAC, COTRAL, Corsi & Pampanelli e Cilia (servizi locali)